# Palacio Valmarana
Palazzo Valmarana es un palacio de Vicenza. Fue construido por el arquitecto renacentista italiano Andrea Palladio en 1565 para la noble Isabella Nogarola Valmarana. Desde 1994 forma parte del conjunto "Ciudad de Vicenza y las Villas Palladianas del Véneto", Patrimonio de la Humanidad de la UNESCO. 
La fachada del Palazzo Valmarana es a la vez una de las realizaciones más extraordinarias e individuales de Palladio, ya que por primera vez en un palacio, se utilizó un orden gigante vertical en todo el edificio.   

## Historia

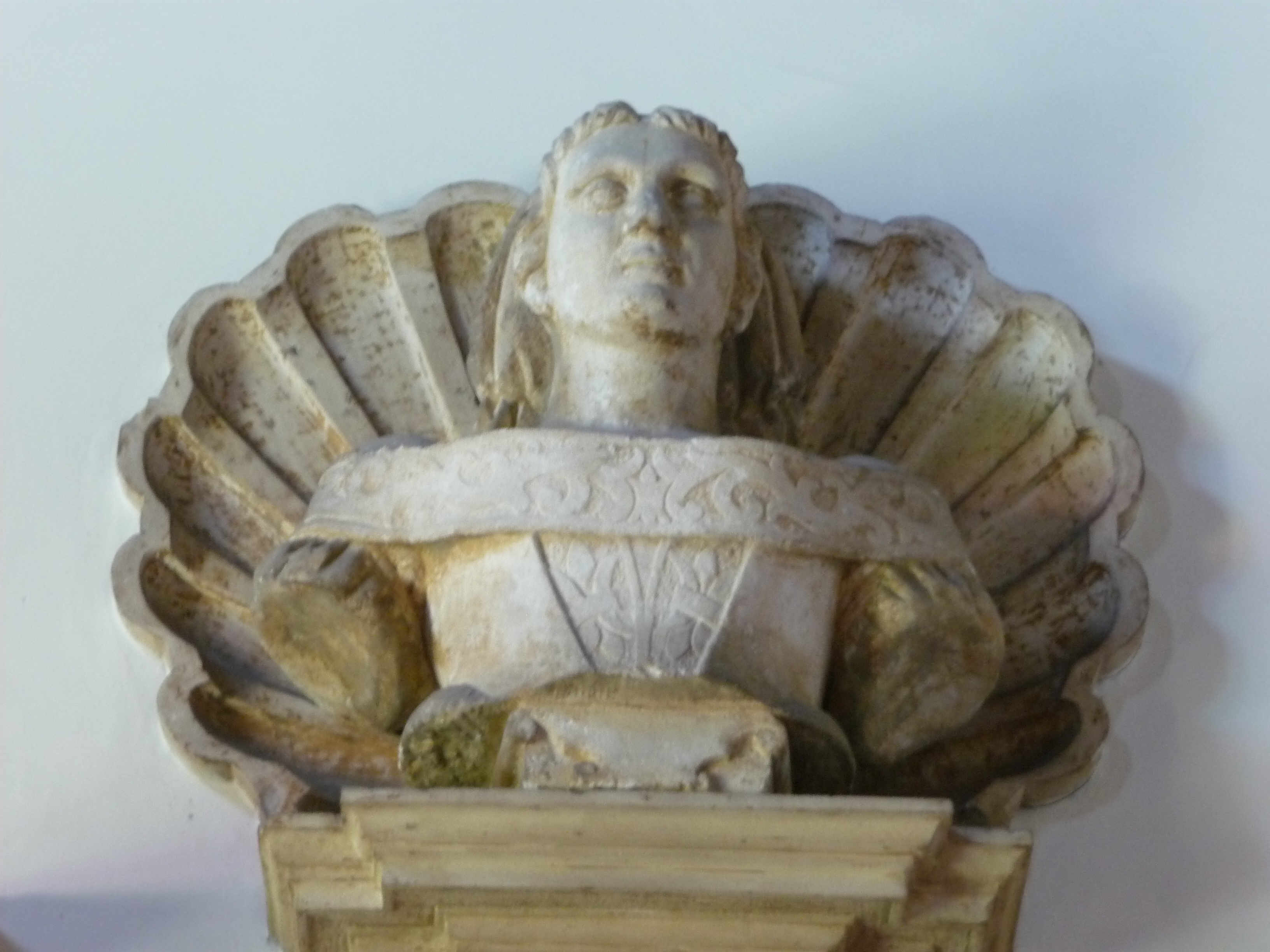
Busto de Isabella Nogarola Valmarana en el salón del piano nobile

La medalla de fundación de este edificio lleva grabada la fecha de 1566 así como el busto de Isabella Nogarola Valmarana, y es esta última quien firmó los contratos de construcción con los constructores en diciembre de 1565. Sin embargo, no quedan dudas sobre el papel que jugó su difunto marido, Giovanni Alvise (fallecido en 1558), en la elección de Palladio como arquitecto del palacio de su familia. En 1549, junto con Girolamo Chiericati y Giangiorgio Trissino, Giovanni Alvise Valmarana había apoyado públicamente el proyecto de Palladio para los pórticos de la Basílica Palladiana, sobre la base de una opinión formada seis años antes, cuando Giovanni Alvise supervisó la ejecución de estructuras efímeras, concebidas por Palladio bajo la dirección de Trissino, para honrar la entrada en Vicenza del obispo Niccolò Ridolfi (1543). Además, fue un espacio diseñado por Palladio -la Capilla Valmarana en la iglesia de Santa Corona- el que albergaría los restos mortales de Giovanni Alvise e Isabella, por encargo de su hijo Leonardo.
En el solar que posteriormente ocupó el nuevo palacio del siglo XVI (Cinquecento), la familia Valmarana poseía edificaciones desde finales del siglo XV (Quattrocento), que se fueron integrando progresivamente hasta convertirse en el objeto de la renovación de Palladio. La irregularidad planimétrica de los espacios internos se deriva sin duda de la orientación oblicua de la fachada y de los muros preexistentes. En este sentido, se hace bastante evidente hasta qué punto la regularidad olímpica del palacio ilustrada en I quattro libri dell'architettura (1570) fue el producto de la abstracción teórica habitual de Palladio, especialmente porque no solo la extensión del palacio fue más allá del patio cuadrado. No sabemos por qué Leonardo Valmarana fue comprando propiedades vecinas, pero no construyó sobre ellas su palacio familiar.
El palacio sufrió graves daños durante la Segunda Guerra Mundial por un bombardeo aliado el 18 de marzo de 1945. Los techos, parte del ático y la mayor parte del salón principal del piano nobile fueron destruidos. Sin embargo, la fachada permaneció intacta y hoy representa un raro ejemplo de fachada que sobrevive con su yeso y marmorino originales. En 1960, la familia Valmarana vendió el palacio en ruinas a Vittor Luigi Braga Rosa, quien dirigió una larga restauración para recuperar las partes destruidas por la guerra. También enriqueció el palacio con muchas decoraciones y obras de arte, provenientes de otros palacios destruidos, en particular una colección de pinturas de Seicento de Giulio Carpioni con temas mitológicos.

## Descripción
La fachada es una de las realizaciones más extraordinarias y únicas de Palladio. Por primera vez en un palacio, una orden gigante abarca toda la extensión vertical del edificio: esta fue una solución que tuvo su origen en la experimentación de Palladio con las fachadas de edificios religiosos, como la fachada casi contemporánea de San Francesco della Vigna.Así como la nave y los pasillos se proyectan en el mismo plano en la iglesia veneciana, también en la fachada del Palazzo Valmarana se hace evidente la estratificación de dos sistemas: el orden gigante de las seis pilastras compuestas parece superponerse al orden menor. de pilastras corintias de manera mucho más evidente en los bordes donde la ausencia de la pilastra final sirve para revelar el orden subyacente que sostiene un bajorrelieve de un guerrero que porta las armas de Valmarana.
Más que construcciones geométricas abstractas, la lógica compositiva de estas fachadas civiles y religiosas derivaba de la familiaridad de Palladio con las técnicas de dibujo, en particular las representaciones ortogonales con las que visualizaba proyectos y reconstruía edificios antiguos, y que además le permitían un control meticuloso sobre la arquitectura. relaciones entre el interior y el exterior del edificio.